# Zaibatsu
Zaibatsu (財閥; ざいばつ, hrv. klika blagostanja) je japanski izraz koji označava velike industrijske i financijske konglomerate za vrijeme Japanskog Carstva. Vođene su od nekoliko bogatih obitelji koje su u suradnji s vladom usmjeravale gospodarstvo od vremena Meiji reformi do kraja Drugog svjetskog rata. Velike obiteljske tvrtke su raspuštene od okupacijskih vlasti nakon japanskog poraza u Drugom svjetskom ratu. Najbogatije zaibatsu obitelji su bile obitelji Mitsui i Iwasaki, nekadašnji vlasnici tvrtke Mitsubishi te obitelji Sumimoto i Yasuda, koje su nadzirale najveći dio proizvodnje ugljena, željeza i aluminija.